# Кутюш
Кутюш — река в России, протекает по Турочакскому району Республики Алтай. Устье реки находится в 6 км по правому берегу реки Сия. Длина реки составляет 14 км.

## Данные водного реестра
По данным государственного водного реестра России относится к Верхнеобскому бассейновому округу, водохозяйственный участок реки — Бия, речной подбассейн реки — Бия и Катунь. Речной бассейн реки — (Верхняя) Обь до впадения Иртыша.